# إيسيدرو غونزاليس
إيسيدرو غونزاليس (بالإسبانية: Isidro González)‏ هو مبارز بالسيف إسباني، (و. 1907  م).

## وصلات خارجية
- إيسيدرو غونزاليس على موقع أوليمبيديا (الإنجليزية)